# Hedwig Wittekind
Hedwig Wittekind (geboren 1896 in Büdingen, Hessen; gestorben am 31. Oktober 1949 ebendort) war eine deutsche Bildhauerin und Judenretterin.

## Leben
Hedwig Wittekind wuchs mit ihrem Bruder Albrecht in einem konservativen Umfeld des Bildungsbürgertums auf.
Sie studierte in Weimar Bildhauerei, ging nach Berlin und arbeitete 10 Jahre lang an der Seite von Käthe Kollwitz im Berliner Atelierhaus Siegmundshof. Sie machte sich vor allem mit plastischen Porträts einen Namen. Ihre Teilnahme an Ausstellungen ist in Katalogen der Berliner Secession und aus Paris belegt. Heute ist sie als Künstlerin in Vergessenheit geraten.
Während des Zweiten Weltkriegs bekam Wittekind Kontakt zur Berliner Widerstandsgruppe um Saefkow-Bästlein-Jacob.  Im Zuge dessen überließ sie ihre Berliner Wohnung einem untergetauchten jüdischen Ehepaar. Deren Kind nahm sie mit in ihre Heimatstadt Büdingen bei Frankfurt, wo sie es vor der Verfolgung durch die NS-Behörden retten konnte.
Sie nahm sich 1949 in Büdingen das Leben.
Hedwig Wittekinds Name ist in der Datenbank  der Gedenkstätte Deutscher Widerstand in Berlin eingetragen.